# Mikel Jauregizar
Mikel Jauregizar Alboniga (Bilbao, 13 novembre 2003) è un calciatore spagnolo, centrocampista dell'Athletic Bilbao.

## Carriera
Jauregizar ha iniziato la sua carriera con il Bermeo prima di passare all'Athletic Bilbao nel 2021. Nel 2022 ha iniziato a giocare con il Baskonia ed al termine della stagione è stato promosso nel Bilbao Athletic. Nell'ottobre del 2023 ha iniziato ad allenarsi regolarmente con la prima squadra ed il 20 novembre ha rinnovato il contratto fino al 2028.
Ha esordito in prima squadra il 7 dicembre nell'incontro di Coppa del Re vinto 3-0 contro il Cayón e nove giorni dopo ha debuttato anche in Primera División contro l'Atlético Madrid.

## Statistiche

### Presenze e reti nei club
Statistiche aggiornate al 13 maggio 2025.
| Stagione               | Squadra                | Campionato             | Campionato | Campionato | Coppe nazionali | Coppe nazionali | Coppe nazionali | Coppe continentali | Coppe continentali | Coppe continentali | Altre coppe | Altre coppe | Altre coppe | Totale | Totale | Totale |
| Stagione               | Squadra                | Comp                   | Pres       | Reti       | Comp            | Pres            | Reti            | Comp               | Pres               | Reti               | Comp        | Pres        | Reti        | Pres   | Reti   |        |
| ---------------------- | ---------------------- | ---------------------- | ---------- | ---------- | --------------- | --------------- | --------------- | ------------------ | ------------------ | ------------------ | ----------- | ----------- | ----------- | ------ | ------ | ------ |
| 2018-2019              | Bermeo                 | TD                     | 1          | 0          |                 | -               | -               |                    | -                  | -                  |             | -           | -           | 1      | 0      |        |
| 2022-2023              | Baskonia               | SF                     | 29         | 3          |                 | -               | -               |                    | -                  | -                  |             | -           | -           | 29     | 3      |        |
| 2022-2023              | Bilbao Athletic        | PF                     | 1          | 0          |                 | -               | -               |                    | -                  | -                  |             | -           | -           | 1      | 0      |        |
| 2023-2024              | Bilbao Athletic        | SF                     | 14         | 1          |                 | -               | -               |                    | -                  | -                  |             | -           | -           | 14     | 1      |        |
| 2023-2024              | Athletic Bilbao        | PD                     | 7          | 0          | CR              | 3               | 0               |                    | -                  | -                  |             | -           | -           | 10     | 0      |        |
| 2024-2025              | Athletic Bilbao        | PD                     | 33         | 2          | CR              | 2               | 0               | UEL                | 11                 | 1                  | SS          | 1           | 0           | 46     | 3      |        |
| Totale Athletic Bilbao | Totale Athletic Bilbao | Totale Athletic Bilbao | 40         | 2          |                 | 5               | 0               |                    | 11                 | 1                  |             | 1           | 0           | 56     | 3      |        |
| Totale carriera        | Totale carriera        | Totale carriera        | 85         | 6          |                 | 5               | 0               |                    | 11                 | 1                  |             | 1           | 0           | 101    | 7      |        |